# 3728 IRAS
IRAS (asteróide 3728) é um asteróide da cintura principal com um diâmetro de 19,55 quilómetros, a 2,0900961 UA. Possui uma excentricidade de 0,2117065 e um período orbital de 1 576,92 dias (4,32 anos).
IRAS tem uma velocidade orbital média de 18,29167974 km/s e uma inclinação de 22,56126º.
Este asteróide foi descoberto em 23 de Agosto de 1983 por IRAS.